# مجموعة فيريرو
فيريرو (بالإنجليزية: Ferrero S.p.A) هي مصنّع إيطالي للشوكولاتة ومنتجات الحلويات الأخرى والتي أسسها بيترو فيريرو في عام 1946 في ألبا ومقرها الحالي في بينو تورينيزي في إيطاليا. صنفت إحصائية معهد السمعة في 2009 فيريرو كأكثر شركة مرموقة في العالم. هي شركة خاصة تعود ملكيتها لعائلة فيريرو وتوصف بأنها واحدة من أكثر شركات العالم سريةً، حيث تتخذ الشركة العديد من التدابير لتجنب التجسس الصناعي، كما أنها لم يسبق أن قامت بمؤتمر صحفي فضلاً عن عدم سماحها للإعلام بالاطلاع على مصانعها. تعتبر فيريرو ثاني أكبر منتج للشوكولاتة في العالم.
تضم مجموعة فيريرو في جميع أنحاء العالم (التي يرأسها الآن الرئيس التنفيذي جيوفاني فيريرو) 38 شركة تجارية و18 مصنعًا وحوالي 40 ألف موظف وتنتج حوالي 365 ألف طن من النوتيلا كل عام. يقع المقر الرئيسي لشركة فيريرو في لوكسمبورغ. فيريرو أس بي أيه هي شركة خاصة مملوكة لعائلة فيريرو وقد وُصفت بأنها «واحدة من أكثر الشركات سريةً في العالم». أظهرت النتائج المالية للشركة للسنة المالية المنتهية في 31 أغسطس 2016، نمو المبيعات الموحدة بنسبة 8.2٪ عن السنة المالية السابقة.

## التاريخ
في عام 1946، اخترع بيترو فيريرو كريمًا من البندق والكاكاو، مشتقًا من الغاندوجا وأطلق عليها اسم باستا غاندوجا. جاء المنتج الأولي في أرغفة صلبة ملفوفة بورق الألمنيوم، والتي كان لا بد من تقطيعها بسكين، بعدها أصدرت نسخة قابلة للدهن سميت سوبركريما، تغير الاسم فيما بعد إلى نوتيلا بسبب القوانين الإيطالية التي تمنع أسماء المنتجات بطرق محددة.
بمساعدة أخيه جيوفاني فيريرو الأب، أنشأ بيترو فيريرو شركته الجديدة لإنتاج وتسويق المنتج الأولي. بعد وفاته، أصبح ابنه ميشيل فيريرو الرئيس تنفيذي. أعاد ميشيل وزوجته ماريا فرانكا إطلاق وصفة والده باسم نوتيلا، والتي بيعت لأول مرة في عام 1964. بعد الحرب العالمية الثانية، افتتحوا مواقع إنتاج ومكاتب في الخارج، وأصبحت نوتيلا في نهاية المطاف العلامة التجارية الرائدة في انتشار الشوكولاته في العالم. فيريرو هي أكبر مستهلك للبندق في العالم، حيث اشترت 25٪ من الإنتاج العالمي في عام 2014. يدير الشركة حاليًا جيوفاني فيريرو، حفيد بيترو وابن ميشيل فيريرو.
تركز الشركة بشكل كبير على السرية، لحمايتها من التجسس الصناعي. لم تعقد أي مؤتمر صحفي قط ولا تسمح بزيارات إعلامية إلى مصانعها. يتم تصنيع منتجات فيريرو باستخدام آلات صممها قسم الهندسة الداخلي.
في عام 2014، استحوذت فيريرو على أوتلان قروب، أكبر مورد للبندق في العالم.
استحوذت فيريرو على شركة ثورنتونز البريطانية لبيع الشوكولاتة في يونيو 2015 مقابل 112 مليون جنيه إسترليني.
في عام 2016، استحوذت شركة فيريرو على ماركات البسكويت البلجيكية ديليكر وديلي شو من يونايتد بيسكيتس.

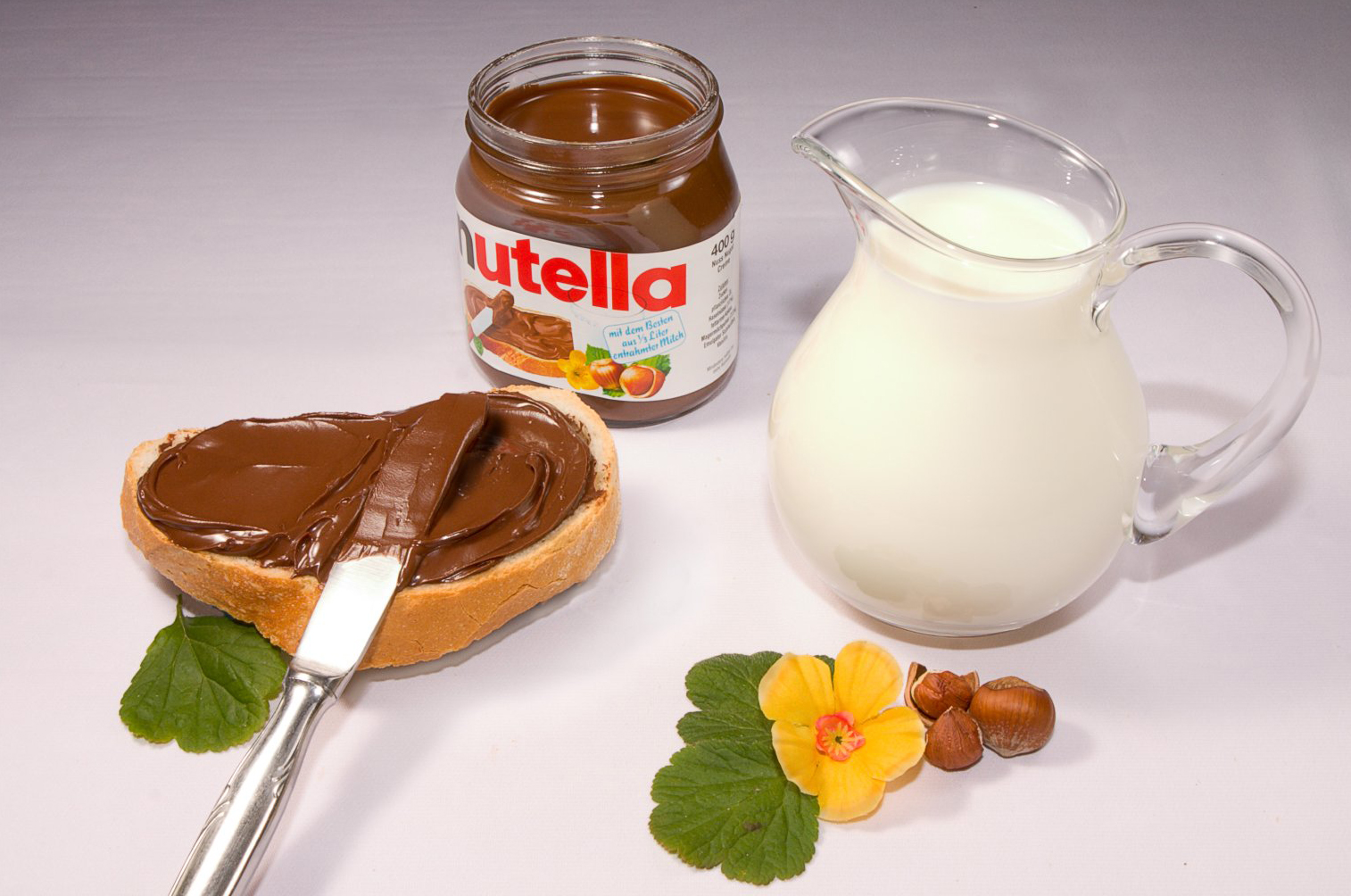
نوتيلا

في مارس 2017، اشترت فيريرو صانع الشوكولاتة فيني مي من فلاورز 800-1. تم إغلاق الصفقة في 30 مايو 2017، ودفعت فيريرو 115 مليون دولار. ذكرت فيريرو أنهم يأملون في توسيع فيني مي، مع مواقع في جميع أنحاء البلاد، وليس فقط في شيكاغو.
في 30 مارس 2017، أُعلن أن لابو سيفيليتي سيكون أول رئيس تنفيذي من خارج عائلة فيريرو في تاريخ الشركة.
في أكتوبر 2017، أعلنت فيريرو أنها ستستحوذ على شركة فيرارا للحلويات. تم الانتهاء من الاستحواذ في ديسمبر من نفس العام.

في 16 يناير 2018، أفيد أن فيريرو كانت تشتري علامات تجارية من شركة نستله الأمريكية للحلويات مقابل 2.8 مليار دولار. تضمنت الصفقة علامات تجارية مثل بيبي روث وكرونش بار وبوتر فينغر، لكنها لم تؤثر على أعمال حلويات نستله في أي مكان آخر، ولم تشمل كيت كات أو تول هاوس للخبز. اكتمل الاستحواذ في مارس 2018.

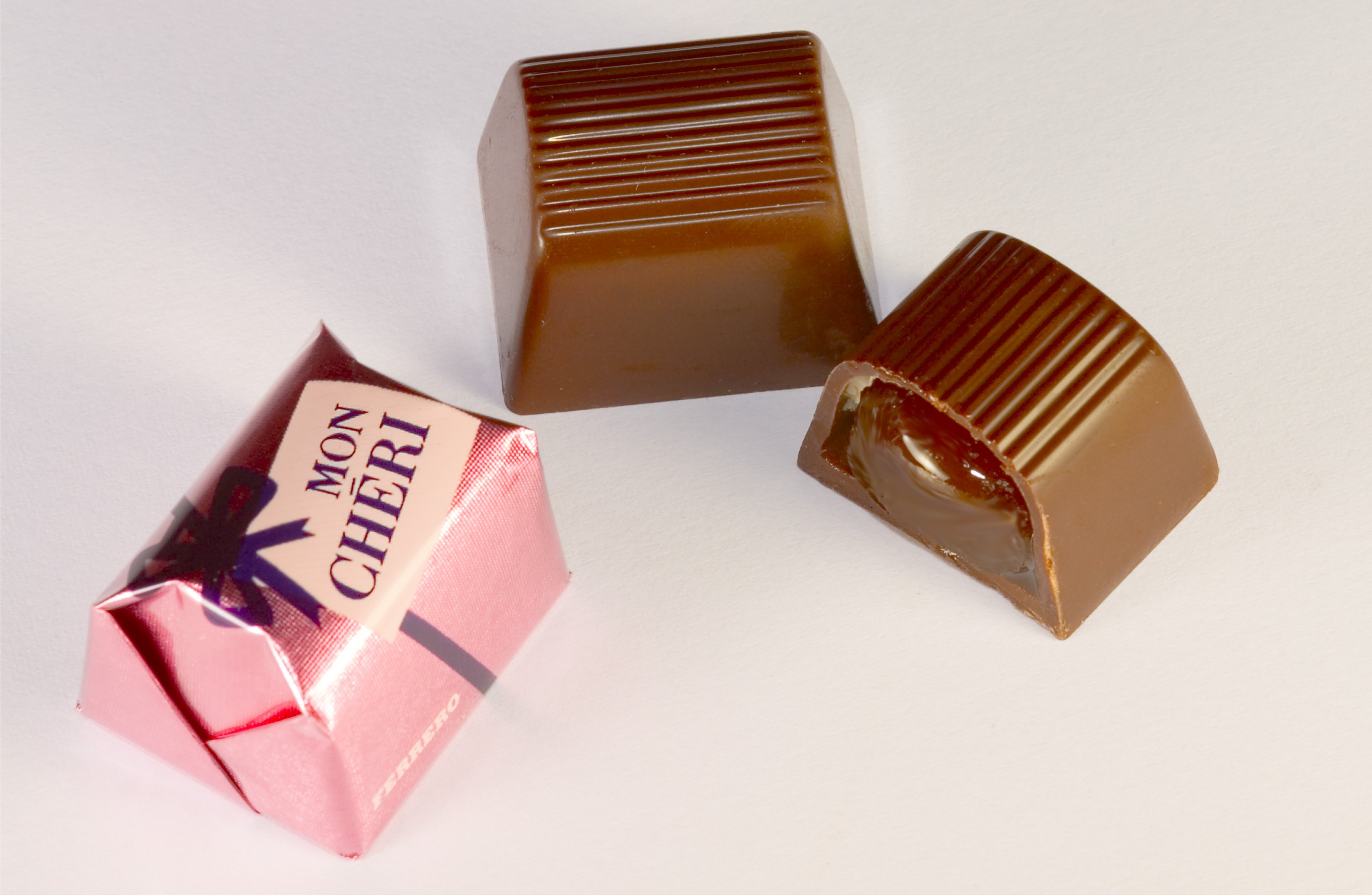
حلوى مون شيري بطعم الكرز

في 1 أبريل 2019، أُعلن أن شركة فيريرو ستوسع أعمالها في الولايات المتحدة بشكل أكبر لشراء مجموعة من الأعمال المملوكة لشركة كيلوقز. وشملت الصفقة كيلوقز كوكيز، والوجبات الخفيفة بنكهة الفواكه والفاكهة، ومخروط الآيس كريم وشركات الفطائر؛ وسيشمل العلامات التجارية الشهيرة مثل فيموس أموس وموريز وكيبلير وموذرز وليتل براون بيكرز (أحد منتجي الكوكيز لفتيات الكشافة في الولايات المتحدة الأمريكية)، «بالإضافة إلى منشأة تصنيع مستأجرة في بالتيمور، ماريلاند»؛ «ستة منشآت مملوكة لتصنيع الأغذية» في لويزفيل وفلورنسا، كنتاكي، أوغوستا، جورجيا، ألين، واشنطن، و «مصنعان في شيكاغو، إلينوي». دفعت فيريرو مبلغ 1.3 مليار دولار لشركة كيلوق مقابل الصفقة. في 29 يوليو 2019، تم الانتهاء من الاستحواذ.
في يوليو 2019، وافقت شركة تابعة لشركة فيريرو على شراء حصة شركة كامبل سوب في شركة كيلسين قروب الدنماركية للمخابز مقابل 300 مليون دولار. تم الانتهاء من النقل في أوائل عام 2020.
في أكتوبر 2020، أُعلن أن شركة فيريرو ستشتري شركة فوكسز بوكس البريطانية مقابل 250 مليون جنيه إسترليني.

## المنتجات
تنتج فيريرو عدة خطوط من منتجات الحلويات تحت أسماء تجارية مختلفة، منها انتشار الشوكولاتة والبندق نوتيلا (منذ عام 1964). يستخدم إنتاج نوتيلا فقط ربع إمدادات البندق السنوية في العالم.
كما أنها تنتج خط منتجات الشوكولاتة التي تحمل علامة فيريرو، بما في ذلك بوكيت كوفي، مون شيري، كونفيتيريا رافايلو، فيريرو كوسشين، وخط فيريرو برستيج الذي يضم ثلاث ماركات مختلفة من حلوى البرالين: فيريرو روشيه وفيريرو روندينيور وغاردين كوكو.
تشمل منتجات الشوكولاته فيريرو كيندر: كيندر سبرايز، كيندر جوي، شوكولاتة كيندر، كيندر هابي هيبو، كيندر ماكسي، كيندر دوبلو، كيندر كنتري،  كيندر ديليسي، كيندر بوينو.
تنتج الشركة أيضًا علك تيك تاك، وهي متوفرة بنكهات النعناع، القرفة والفواكه، ويتوفر منها الإصدارات الخالية من السكر. تشمل منتجات فيريرو الأخرى غيوتو، فييستا فيريرو، ورقائق هانوتا المحشوة بالبندق والشوكولاتة، والحلويات المجمدة قران سوليل، التي فازت من ورائها الشركة بجائزة الابتكار في مارس 2011. تنتج فيريرو منتجات ثورنتونز منذ الاستحواذ على الشركة في 2015.

## الإحسان
في عام 1983، أنشأت الشركة مؤسسة فيريرو في ألبا، بييمونتي بناءً على رغبة ميشيل فيريرو. تعزز المؤسسة الأنشطة في مجالات الفن والعلوم والتاريخ والأدب من خلال تنظيم المؤتمرات والندوات والمعارض. كما تقدم المساعدة الصحية والاجتماعية للموظفين السابقين في المجموعة لمدة لا تقل عن 25 عامًا.

## وصلات خارجية
- Ferrero Group official website